# On ne joue pas pour s'amuser
On ne joue pas pour s'amuser est une pièce de théâtre de Sacha Guitry, une comédie en cinq actes créée au théâtre Édouard VII le 25 mars 1925,.

## Intrigue
Le premier acte montre une jeune femme entretenue, Jasmine, qui s'ennuie et décide de devenir comédienne. L'acte II est une pièce intérieure en vers, un pastiche de drame historique. C'est une parodie du Ruy Blas de Victor Hugo, dans laquelle Jasmine se montre incapable à force de trac.
Les actes suivants se passent dans un théâtre, soit dans la loge de la comédienne (actes III et V) soit dans les coulisses (acte IV). Dans l'acte III, Jasmine se désole dans sa loge avec deux comédiens, Armand Raymond, un jeune homme qui deviendra son amant et Beauvallet, un vieux comédien qui l'aidera à progresser. Dans l'acte IV, elle triomphe sur scène puis elle devient une grande comédienne, possible concurrente de son amant.

## Création

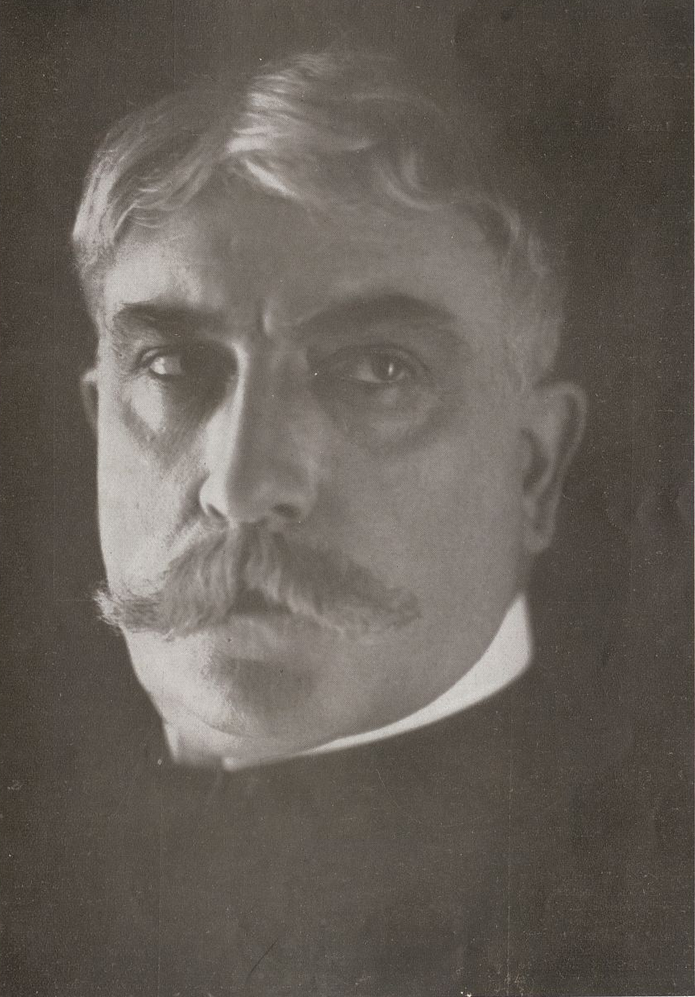
Lucien Guitry en 1913

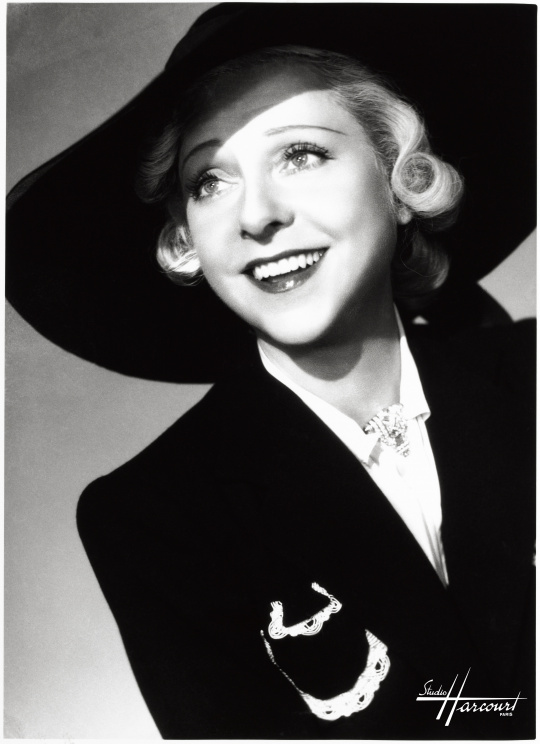
Yvonne Printemps

### Distribution
- Jasmine Demay : Yvonne Printemps[3] ;
- Beauvallet : Lucien Guitry[3] ;
- Armand Raymond : Sacha Guitry[3] ;
- Julie Daucourt : Luce Fabiole[3].

### Représentation
Sacha Guitry écrit cette pièce pour qu'elle soit jouée par son père, le comédien Lucien Guitry, qui y incarne le personnage de Beauvallet, le vieux comédien,, Sacha Guitry jouant Armand Raymond, le jeune comédien. Lors de cette première, Luicen Guitry annonce : « L'auteur tient absolument à ce que je vous dise que la pièce est de Sacha Guitry ! ».
Au lendemain de la première, le journal Paris-Midi évoque « un vif succès ». Le Journal a plus tard une formule proche, « un beau succès » et qualifie la pièce de « charmante comédie »
Cette pièce est la dernière jouée par Lucien Guitry. Le 10 mai 1925, il tombe malade. La pièce, momentanément interrompue, reprend le 16 mai sans lui et il meurt le 1er juin pendant que la pièce est à l'affiche,.

## Édition
Sacha Guitry, On ne joue pas pour s'amuser, Paris, Place des éditeurs Théâtre Omnibus, 2017 (ISBN 9782258145665, lire en ligne).